# جان دنتون پینکستون فرنچ
جان دنتون پینکستون فرنچ (انگلیسی: John French, 1st Earl of Ypres; ۲۸ سپتامبر ۱۸۵۲ – ۲۲ مهٔ ۱۹۲۵) فرد نظامی اهل پادشاهی متحد بریتانیای کبیر و ایرلند بود.
وی همچنین برندهٔ جوایزی همچون ارل (عنوان) و صلیب نظامی ۱۹۱۴-۱۹۱۸ (فرانسه) شده‌است.
او که در کنت متولد شده بود، خدمت کوتاهی را به عنوان ناوآموز در نیروی دریایی سلطنتی گذراند و سپس به عنوان افسر سواره نظام مشغول به کار شد. او به سرعت ارتقا یافت و در عملیات امداد گوردون خود را نشان داد. او در طول جنگ دوم بوئر به یک قهرمان ملی تبدیل شد. او فرماندهی سپاه اول در آلدرشات را بر عهده داشت، سپس به عنوان بازرس کل نیروها خدمت کرد و در سال ۱۹۱۲ به عنوان رئیس ستاد کل امپراتوری منصوب شد. او به آماده‌سازی ارتش بریتانیا برای یک جنگ احتمالی اروپایی کمک کرد و از جمله کسانی بود که اصرار داشتند سواره نظام همچنان برای استفاده از شمشیر و نیزه آموزش ببیند. در جریان حادثه کوراگ، او مجبور شد از سمت خود استعفا دهد.
مهم‌ترین نقش فرنچ فرماندهی کل نیروی اعزامی بریتانیا در یک سال و نیم اول جنگ جهانی اول بود. پس از آنکه بریتانیایی‌ها در نبردهای مونس و لو کاتئو تلفات سنگینی متحمل شدند، فرنچ می‌خواست نیروها را برای تجدید قوا از خط متفقین خارج کند و تنها پس از یک جلسه خصوصی با وزیر جنگ، لرد کیچنر، که پس از آن از او کینه به دل داشت، با شرکت در اولین نبرد مارن موافقت کرد. در ماه مه ۱۹۱۵، او اطلاعاتی در مورد کمبود گلوله‌ها را به مطبوعات درز داد به این امید که کیچنر را برکنار کند. تا تابستان ۱۹۱۵، فرماندهی فرنچ به طور فزاینده‌ای در لندن توسط کیچنر و دیگر اعضای دولت و همچنین توسط داگلاس هیگ، ویلیام رابرتسون و دیگر ژنرال‌های ارشد فرانسه مورد انتقاد قرار گرفت. پس از نبرد لوس، که در آن آزادسازی کند سپاه یازدهم از نیروی ذخیره توسط فرنچ به دلیل عدم دستیابی به یک موفقیت قاطع در روز اول مورد انتقاد قرار گرفت، نخست‌وزیر اچ. اچ. اسکویت خواستار استعفای او شد.
فرنچ به عنوان فرمانده کل نیروهای داخلی برای سال‌های ۱۹۱۶-۱۹۱۸ منصوب شد. او سپس در سال ۱۹۱۸ به مقام ستوان لرد ایرلند رسید، سمتی که در بیشتر دوران جنگ استقلال ایرلند (۱۹۱۹-۱۹۲۲) آن را بر عهده داشت. در این مدت، او خاطرات خود را در سال ۱۹۱۴ منتشر کرد که کتابی نادرست و مورد انتقاد فراوان بود.